# Bart Vanegeren
Bart Vanegeren (1968) is een Vlaams journalist. Hij is sinds 2018 hoofdredacteur van Humo.

## Biografie
Vanegeren was journalist bij De Morgen, De Groene Amsterdammer en Vrij Nederland. Eind jaren 90 ging hij in dienst bij Humo, waar hij acht jaar redacteur en zes jaar adjunct-hoofdredacteur was. Van 2011 tot 2012 verving hij Sam De Graeve als hoofdredacteur van Humo. Daarna volgde Wouter Van Driessche hem op. Eind 2018 werd hij opnieuw hoofdredacteur van Humo.
Vanegeren heeft ook de teksten voor Helmut Lotti's album "Mijn hart en mijn lijf" (2013) geschreven.
Hij heeft ook inleidingen geschreven bij herdrukken van Louis Paul Boons romans De Kapellekensbaan en Zomer te Ter-Muren.